# Vrljika
Vrljika je krška rijeka ponornica u Imotsko-bekijskom polju. Izvire iz pet izvorišta smještenih na granici općine Proložac i grada Imotskog. To su Vučja Draga, Dva oka, Utopišće, Jauk i Opačac (najveći). Svih pet izvora nalazi se u krugu od 500 metara. Protječe kroz Imotsko polje kojim putem mijenja ime u Matica (od mjesta Zmijavci) i ponire na rubu Bekijskog polja – Šajinovac u Drinovcima, BiH. Ponovo izvire kao Tihaljina u Peć Mlinima te nastavlja prema rijeci Neretvi kao Trebižat. Ukupna duljina rijeke je 20 km, a površina porječja iznosi 365 km2.